# Mega Man II
Mega Man II, i Japan känt som Rockman World 2 (ロックマンワールド2 Rokkuman Wārudo Tsū?), är ett Game Boy-spel från 1991.

## Handling
Dr. Wily har stulit en tidsmaskin. Mega Man stöter på Dr. Wily, samt flera fiender från hans förflutna, samt roboten Quint.

### Fotnoter
1. ↑  ”Game Boy (original) Games” (PDF). Nintendo. Arkiverad från originalet den 15 juni 2011. https://web.archive.org/web/20110615005225/http://www.nintendo.com/consumer/gameslist/manuals/dmg_games.pdf. Läst 24 september 2011.